# Looking Back to Yesterday
Albums de Michael Jackson
Farewell My Summer Love
(1984) Michael Jackson Instrumental Version Collection
(1989)
Looking Back To Yesterday est une compilation de titres inédits de Michael Jackson et des Jackson Five sortie en 1986 chez Motown.
Il s'agit d'une compilation de titres inédits remasterisés. Ce CD est devenu quasi introuvable et est devenu l'un des collectors les plus recherchés des fans des Jackson 5. Il se négocie plusieurs centaines de Dollars.

## Liste des titres
1. When I Come Of Age
2. Teenage Symphony (With J5)
3. I Hear A Symphony (With J5)
4. Give Me Half A chance (With J5)
5. Love's Gone Bad (With J5)
6. Lonely Teardrops
7. You're Good For Me (With J5)
8. That's What Love Is Made Of
9. I Like You The Way You Are (Don't Change Your Love On Me) (With J5)
10. Who's Lookin' For A Lover
11. I Was Made To Love Her (With J5)
12. If'n I Was God